# Cam Taylor-Britt
Cameron Taylor-Britt (Montgomery, 15 ottobre 1999) è un giocatore di football americano statunitense che milita nel ruolo di cornerback per i Cincinnati Bengals della National Football League (NFL).

## Carriera

### Cincinnati Bengals

#### Stagione 2022
Al college Taylor-Britt giocò a football a Nebraska. Fu scelto nel corso del secondo giro (60º assoluto) del Draft NFL 2022 dai Cincinnati Bengals. Il 30 agosto 2022 fu inserito in lista infortunati per un problema a un addominale. Tornò nel roster attivo l'8 ottobre 2022. La sua prima stagione regolare si chiuse con 55 tackle, un fumble forzato e 6 passaggi deviati in 10 presenze, 9 delle quali come titolare. Nel divisional round dei playoff mise a segno il primo intercetto in carriera ai danni di Josh Allen nella vittoria sui Buffalo Bills.

#### Stagione 2023
Taylor-Britt venne nominato cornerback titolare per la stagione 2023, insieme a Chidobe Awuzie. Fece registrare il suo primo intercetto nella stagione regolare nel quinto turno su Joshua Dobbs degli Arizona Cardinals, ritornando il pallone in touchdown. La settimana successiva ebbe un altro intercetto contro i Seattle Seahawks, mentre il terzo giunse nella partita della nona settimana contro i Bills. Nel dodicesimo turno non poté scendere in campo a causa di un infortunio alla caviglia. La settimana successiva subì un altro infortunio al quadricipite durante un allenamento, per il quale fu inserito nella lista infortunati il 4 dicembre 2023. Tornò nel roster attivo il 29 dicembre.

#### Stagione 2024
Nel secondo turno contro i contro i Kansas City Chiefs, Taylor-Britt mise a segno un intercetto a una mano su Patrick Mahomes, nella sconfitta di misura per 25-26. Nella settimana 13 ritornò un intercetto su Russell Wilson in touchdown nella sconfitta con i Pittsburgh Steelers.